# Praia da Saúde
Casas dos pescadores da Praia da Saúde, Costa de Caparica, Almada, perto de Lisboa, Portugal
A Praia da Saúde é uma praia situada na Costa de Caparica, concelho de Almada, na região do litoral perto de Lisboa e da foz do rio Tejo banhada pelo oceano Atlântico.
Na Praia da Saúde existem ainda antigas casas rústicas em madeira (cabana do pescador), persistindo a pesca artesanal da xávega. Estas habitações são utilizadas principalmente por turistas na época balneária, pelo seu vasto areal e ventos esta praia é frequentada por praticantes do surfe, windsurf, bodyboard, kitesurf e sand yachting.
A Praia da Saúde pela excelente qualidade das suas águas recebeu em 2013 o galardão de “Qualidade de Ouro” da Quercus - Associação Nacional de Conservação da Natureza .

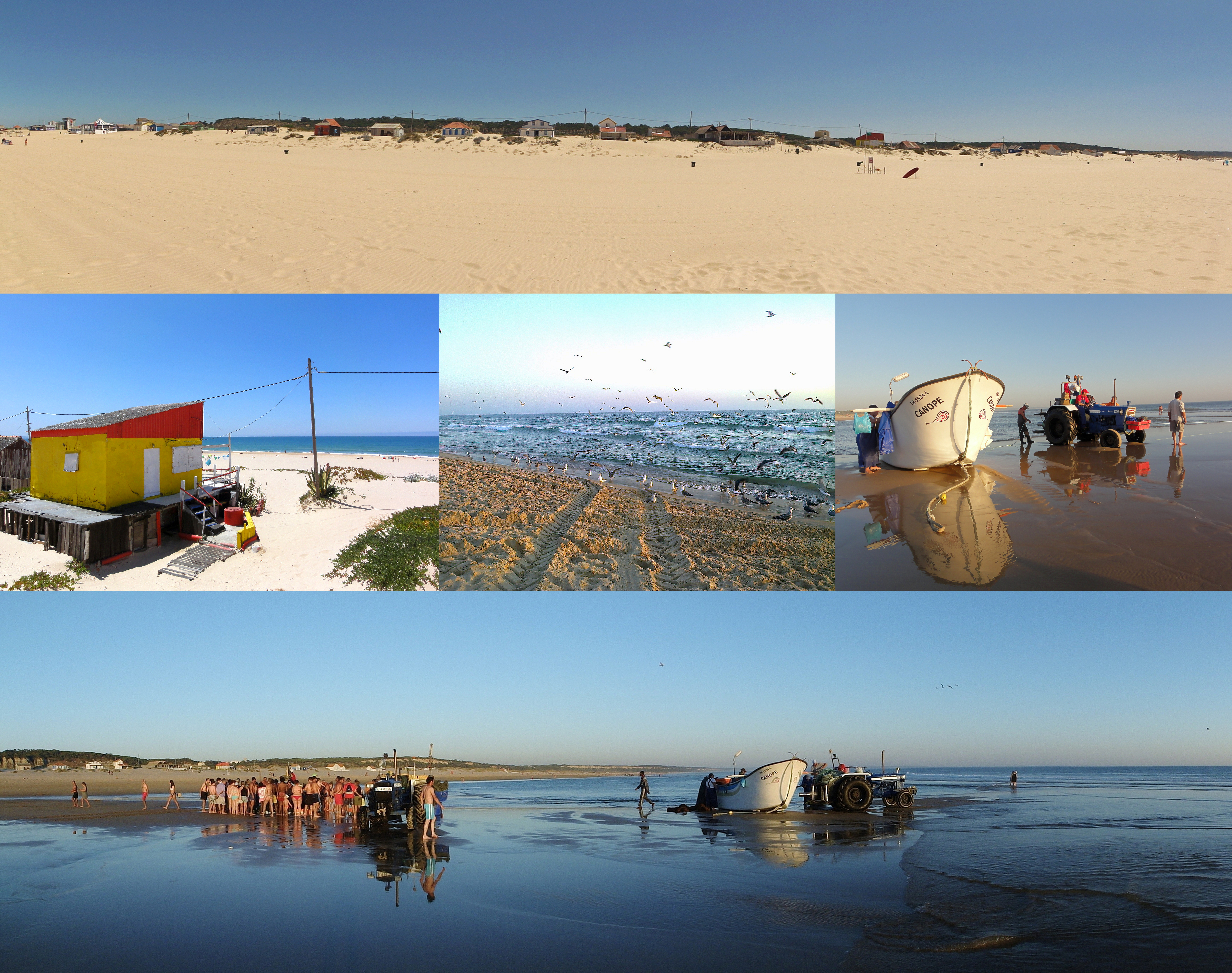
Pesca artesanal da xávega na Praia da Saúde, Costa de Caparica, perto de Lisboa, Portugal.

## Condições de acesso
A praia é acessível pelo apeadeiro do minicomboio da Caparica, Estrada Florestal 182, e caminho não asfaltado rodoviário, pedestre, que serve de estacionamento, dá igualmente acesso à entrada principal do Parque de Campismo do CCL - Costa Nova .